# Sado (flod)

Sados sträckning

Sado är en flod i södra i norra Portugal som rinner upp i Serra da Vigia, på en höjd av 230 meter och mynnar ut i Atlanten vid Setúbal, efter att ha runnit 180 km. 

Under sin väg mot havet passeras Alvalade  och Alcácer do Sal och flodens estuarium skiljer Setúbal från Troia. Det är en av relativt få portugisiska floder som flyter från söder mot norr.

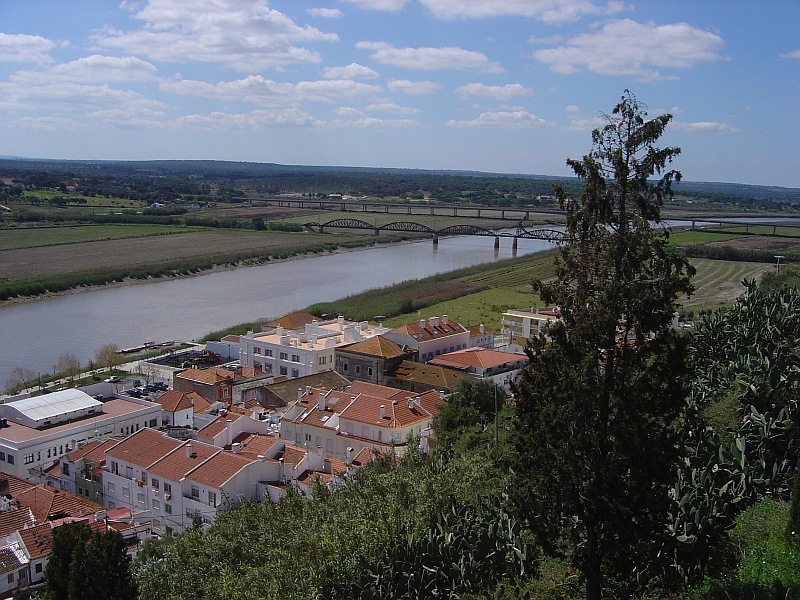
Sado vid Alcácer do Sal, sedd från högra stranden